# Obere Gottesackerwände
Obere Gottesackerwände är ett berg i Österrike, på gränsen till Tyskland.   Det ligger i förbundslandet Kärnten, i den västra delen av landet, 500 km väster om huvudstaden Wien. Toppen på Obere Gottesackerwände är 2 033 meter över havet.
Terrängen runt Obere Gottesackerwände är kuperad åt nordväst, men åt sydost är den bergig. Närmaste större samhälle är Mittelberg, 7,2 km söder om Obere Gottesackerwände. 
Trakten runt Obere Gottesackerwände består i huvudsak av gräsmarker. Runt Obere Gottesackerwände är det ganska tätbefolkat, med 139 invånare per kvadratkilometer.